# Antimakassar

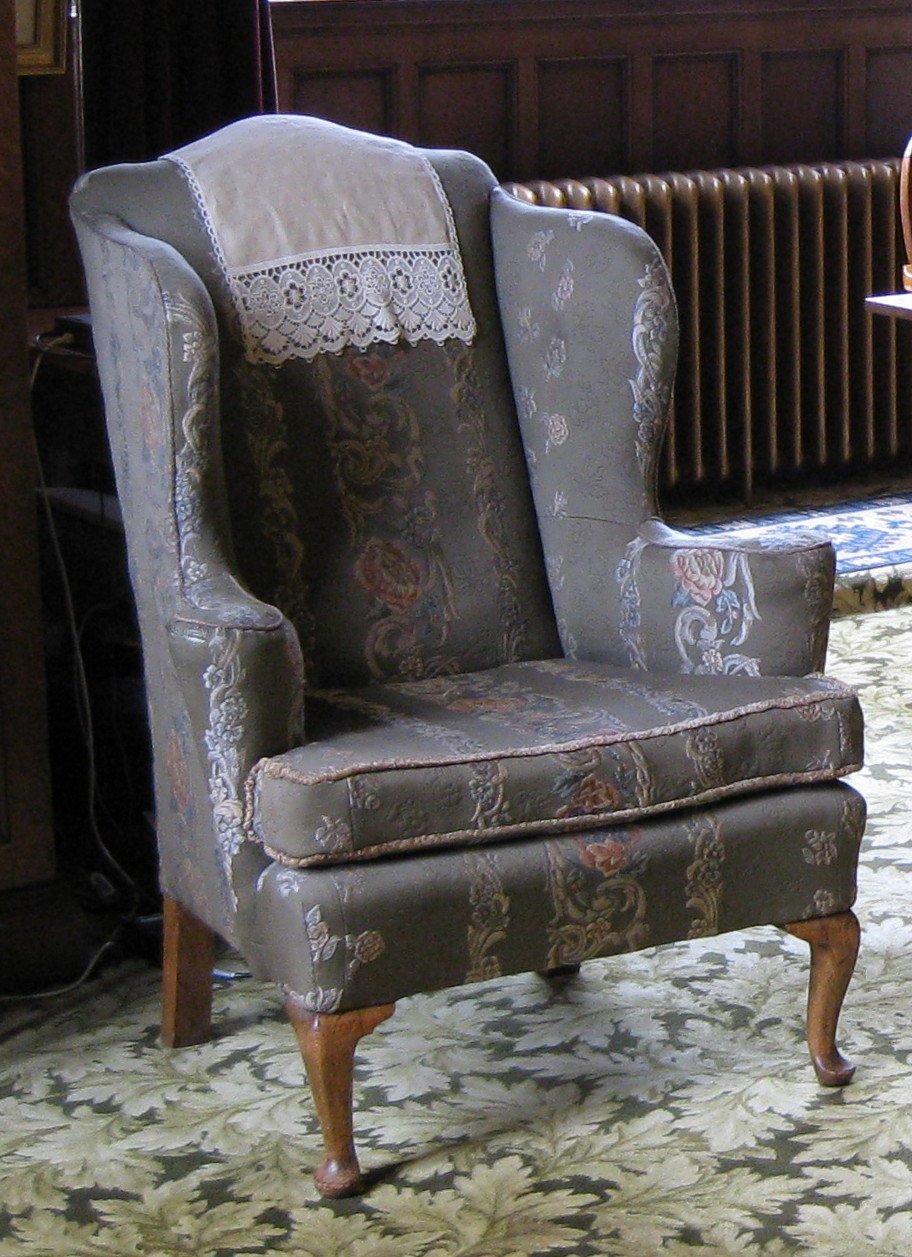
Een fauteuil met antimakassar

Een antimakassar is een kleedje dat in de tweede helft van de 19e eeuw en het begin van de 20e eeuw vaak op het met het menselijk hoofd in aanraking komende deel van met stof beklede stoelen en banken werd gelegd, om deze te beschermen tegen de makassarolie, die door mannen vaak gebruikt werd om het haar te verzorgen en te stileren. Makassarolie werd later vervangen door Brylcreem.
De kleedjes waren vaak gehaakt en meestal wit van kleur. Antimakassars komen nog steeds voor op vliegtuigstoelen voorzien van klittenband, maar zijn tegenwoordig van papier gemaakt.
Het verkleinwoord antimakassartje was een onderdeel van het Groot Dictee der Nederlandse Taal van 1997.